# Buvingen
Buvingen (Limburgs: Buvinge) is een deelgemeente van de Belgische gemeente Gingelom, in de provincie Limburg. Buvingen ligt in Haspengouw en was tot 1971 met 357 inwoners een zelfstandige gemeente en van 1971 tot 1977 deel van Borlo. Het dorp Buvingen kan in twee denkbeeldige delen gesplitst worden: een verdichting rond de Sint-Trudokerk en een lintvormig element langs de N755 ten zuiden ervan.

## Etymologie
Buvingen werd in 929 voor het eerst vermeld als Bovoignon. Het komt van het Germaanse Babingam dat zoiets betekenen kan als: Woonplaats van de lieden van Bubo.

## Geschiedenis
Buvingen was vanaf de 11e eeuw, samen met Borlo, bezit van de Abdij van Sint-Truiden. In de 2e helft van de 13e eeuw kwam het in bezit van de Graaf van Loon en later het Prinsbisdom Luik, dat het eind achttiende eeuw in leen gaf, onder meer aan baron Van Schoor en baron Van Malta.

## Demografische ontwikkeling
- Bronnen:NIS, Opm:1831 tot en met 1961=volkstellingen

## Bezienswaardigheden
- De Sint-Trudokerk neogotisch.

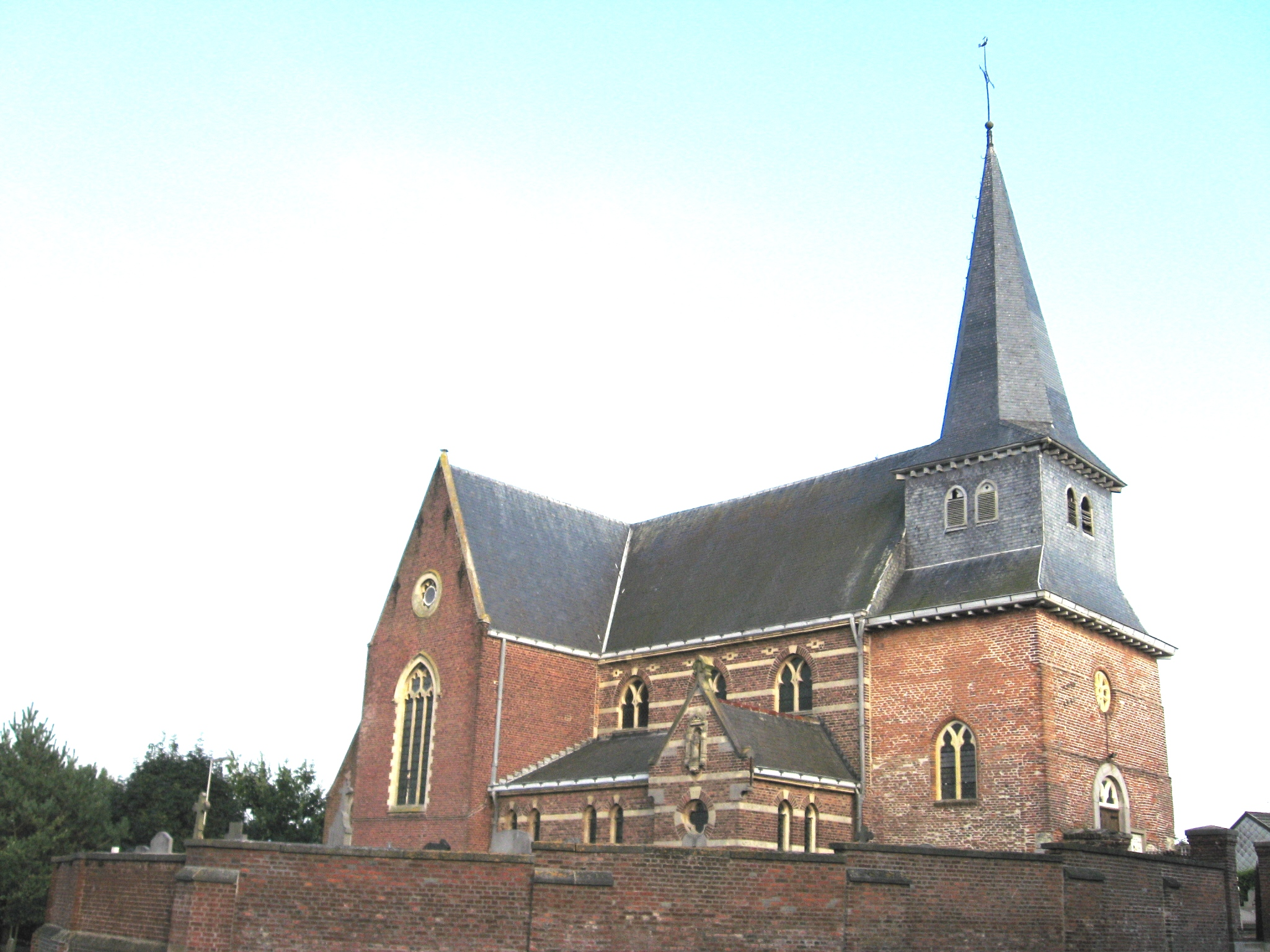
De Sint-Trudokerk

- Fossionhoeve of Hoeve Terwing, Truilingenstraat 85, 18de eeuw.

## Natuur en landschap
Buvingen ligt in Droog-Haspengouw, in de vallei van de Cicindria. De hoogte varieert van 85 tot 105 meter. De bodem bestaat uit leem, en het is een open akkerbouwlandschap met daarnaast fruitteelt.

## Sport en recreatie
Er ligt een voetbalveld ten noorden van de woonkern aan de Truilingenstraat. De voetbalclub "RDK Gravelo" werd opgericht in 1993 door een fusie tussen Rapid Buvingen en DK M.

## Nabijgelegen kernen
Muizen, Mielen-boven-Aalst, Borlo, Gingelom

## Trivia
Sint-Trudo is de patroonheilige van Buvingen.
Deelgemeenten: Boekhout · Borlo · Buvingen · Gingelom · Jeuk · Kortijs · Mielen-boven-Aalst · Montenaken · Muizen · Niel-bij-Sint-Truiden · Vorsen

Gehuchten: Hasselbroek · Heiselt · Hundelingen · Jeuk-Station · Klein-Jeuk · Klein-Vorsen

Belgische gemeenten · Arrondissement Hasselt · Limburg · Vlaanderen